# Werner Catrina

Werner Catrina, Comet Photo, Bildarchiv der ETH Zürich, 1971

Werner Catrina (* 1943 in Chur) ist ein Schweizer Journalist, Autor und Publizist.

## Leben
Werner Catrina studierte nach dem Besuch des Churer Lehrerseminars und zweijährigem Einsatz als Primarlehrer in Davos-Glaris an der Universität Zürich Geschichte, Germanistik und Publizistik; er erreichten den Abschluss mit Doktorat phil. I. Während fünf Jahren arbeitete er als Journalist gemeinsam mit Fotografen bei der Zürcher Pressebildagentur Comet Photo. Anschliessend realisierte er während eines Jahres  Tonbildschauen bei Vistasonor. Seit 1979 ist er freier Journalist und Autor in Zürich. Als Journalist schrieb er Reportagen und entwickelte darauf aufbauend vor allem das Genre der Firmengeschichten weiter. Er verfasste Bücher vorab zu Wirtschaftsthemen und über Einzelunternehmen; daneben auch zwei Romane.
Während mehreren Jahren war er Präsident der Freien Journalisten Zürich (FBZ) und von 1995 bis 1997 Präsident des Zürcher Pressevereins (ZPV). Catrina engagierte sich in journalistischen Gremien wie dem Schweizer Presserat.

## Werke (Auswahl)
- Die Entstehung der Rhätischen Bahn. Dissertation Universität Zürich 1972, Juris Druck und Verlag, Zürich, 139S.
- Kanada einfach – die Bauern verlassen die Schweiz. Orell Füssli-Verlag, 1980, ISBN 3-280-01183-3.
- Die Rätoromanen zwischen Resignation und Aufbruch. Orell Füssli-Verlag, 1983, ISBN 3-280-01345-3.
- Der Eternit-Report, Stephan Schmidheinys schweres Erbe. Orell Füssli-Verlag, 1985, ISBN 3-280-01615-0.
- Holzwege: Schweizer Holz – verkannter Rohstoff. Orell Füssli-Verlag, 1989, ISBN 3-280-01936-2.
- BBC: Glanz, Krise, Fusion, 1891–1991 Von Brown Boveri zu ABB. Orell Füssli-Verlag, 1991, ISBN 3-280-02042-5.
- Redefreiheit. (Ko-Autor). Edition Hans Erpf, 1991, ISBN 3-905517-22-1.
- Medien zwischen Geld und Geist – 100 Jahre Tages-Anzeiger. (Ko-Autor) Tages-Anzeiger AG, 1993, ISBN 3-85932-104-8.
- Gulasch im Knast. Der normale Irrwitz des Thorberg-Alltags und Rezepte aus Gefängnis-Küchen. Weltwoche ABC-Verlag, 1993, ISBN 3-85504-144-X.
- Die Türhüter – Lebensbericht vom andern Ufer. Werd Verlag, 1994, ISBN 3-85932-152-8.
- Schweizer in Kanada. Love it or leave it. Werd Verlag, 1998, ISBN 3-85932-249-4.
- Heugabel und Computer – 150 Jahre Bündner Bauernverband. (Ko-Autor). Bündner Bauernverband, 2000, Südostschweiz Print
- ABB-Die verratene Vision. Orell Füssli-Verlag, 2003, ISBN 3-280-06004-4.
- 50 Jahre Schweizer Fernsehen. (Ko-Autor). hier + jetzt, Verlag für Kultur und Geschichte, 2003, ISBN 3-906419-50-9.
- ABM-Erfolgsgeschichte einer Warenhauskette. Orell Füssli-Verlag, 2005, ISBN 3-280-05129-0.
- Bertschi AG – bewegt seit 1956. Bertschi AG, 2006.
- Rebellion und Rente, 25 Jahre Pensionskasse Nest. Nest-Sammelstiftung, 2008, ISBN 978-3-033-01706-1.
- Jungfraujoch-Top of Europe. (Ko-Autor). AS-Verlag 2011, ISBN 978-3-909111-90-9.
- 50 Jahre auf Achse 1962–2012 Oehninger AG. Oehninger AG, 2012.
- Kämpfen, lernen, feiern. 150 Jahre Kaufmännischer Verband Zürich. Orell Füssli-Verlag, 2011, ISBN 978-3-280-05430-7.
- 100 Jahre Gstaad Palace. (Ko-Autor). Orell Füssli-Verlag, 2013, ISBN 978-3-280-05420-8.
- Der späte Frühling. Roman. Xanthippe Verlag, Zürich/München 2014, ISBN 978-3-905 795-35-6.

## Preise
- 1984: Förderpreis  des Kantons Zürich für das Buch Die Rätoromanen zwischen Resignation und Aufbruch.
- Zürcher Journalistenpreis 1988  für die Reportage über das Sterben einer alten Frau und eines Aidskranken, Liebe Sophie, lieber Willy, in der Weltwoche.
- 1990: Förderpreis Pressepreis der Schweizer Mustermesse, für eine Reportage über den Schweizer Holzmarkt in der Weltwoche.